# Wienerkredsen
Wienerkredsen var en sammenslutning af videnskabsmænd og filosoffer i Wien, som udformede den logiske positivisme (også nypositivisme eller logisk empirisme). Fremtrædende medlemmer var Moritz Schlick (grundlægger), Rudolf Carnap, Kurt Gödel og Otto Neurath. Kredsen var aktiv i 1920'erne og 30'erne, selv om de ikke trådte frem offentligt før 1929.
Wienerkredsen udgav fra 1930 tidsskriftet Erkenntnis, "erkendelse". Nazismens antiintellektuelle holdning førte til at den spredtes til mange lande, først og fremmest dog USA og Storbritannien.
| filosofi | Spire Denne filosofiartikel er en spire som bør udbygges. Du er velkommen til at hjælpe Wikipedia ved at udvide den. |